# River Ouse (vattendrag i Australien)
River Ouse är ett vattendrag i Australien. Det ligger i delstaten Tasmanien, i den sydöstra delen av landet, omkring 66 kilometer nordväst om delstatshuvudstaden Hobart.
Trakten runt River Ouse består i huvudsak av gräsmarker. Trakten runt River Ouse är nära nog obefolkad, med mindre än två invånare per kvadratkilometer. Genomsnittlig årsnederbörd är 1 164 millimeter. Den regnigaste månaden är september, med i genomsnitt 142 mm nederbörd, och den torraste är februari, med 49 mm nederbörd.